# Etnomedicina

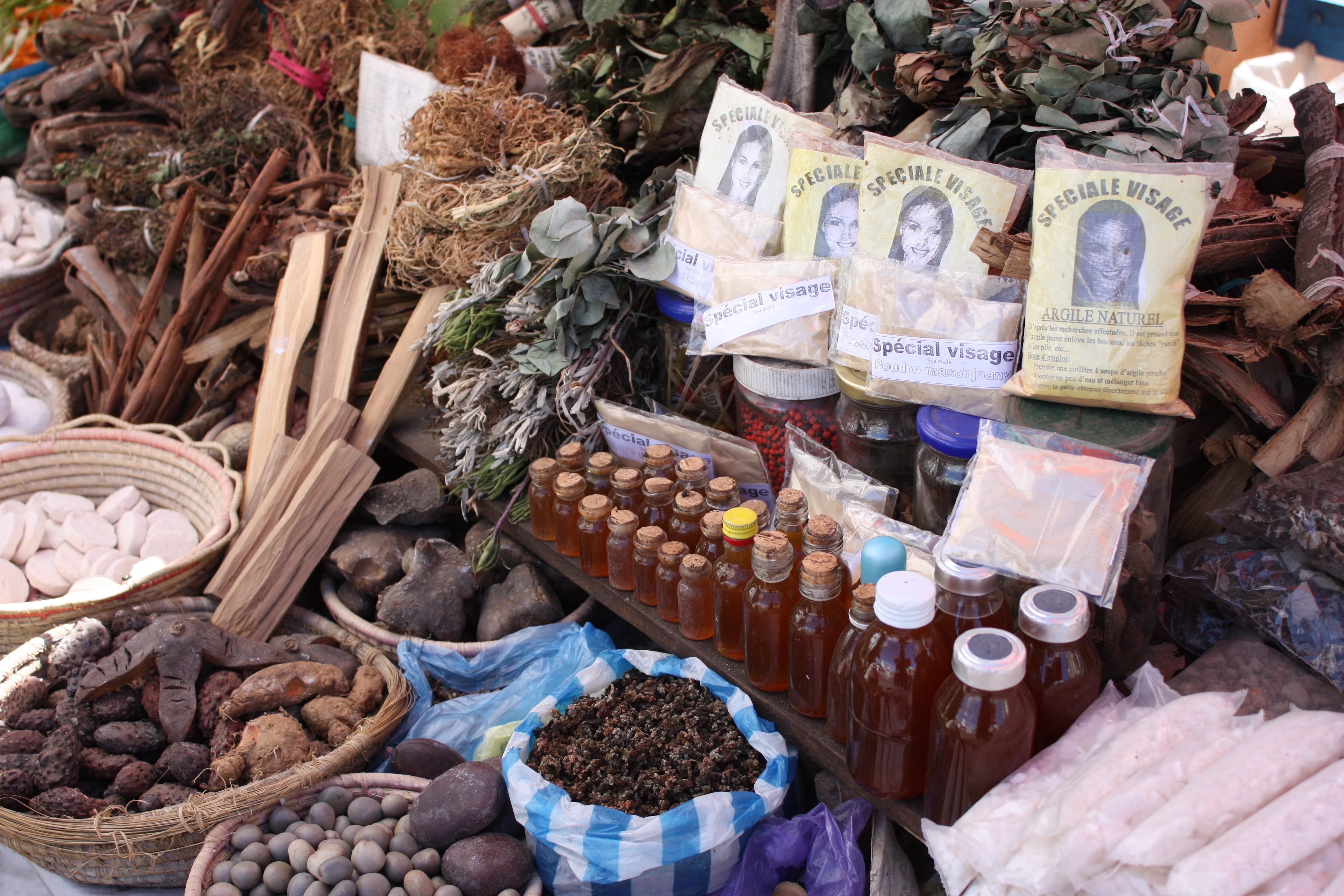
Elementos da medicina tradicional em um mercado em Antananarivo, Madagascar

Etnomedicina é uma área de pesquisa ou aplicação da etnologia cujo objeto são as práticas voltadas para conservação e recuperação da saúde ou a medicina, como o nome indica. Envolve as descrições etnográficas sobre práticas e crenças (narrativas míticas) com que uma cultura específica, usualmente de povos indígenas ou considerados primitivos, previne e tratam as doenças e/ou os estudos etnológicos comparativos dessa prática e estudo das teorias que dão suporte a essa comparação.
Por sua prática associada à utilização de plantas medicinais pode ser considerada como um sub-campo associado à etnobotânica ou incluído na antropologia médica que lida com o estudo das medicinas tradicionais, não apenas aquelas que têm as fontes escritas (por exemplo, medicina tradicional chinesa ou ayurvédica), mas sobretudo aquelas cujo corpo de conhecimentos e práticas têm sido transmitidos oralmente ao longo ao longo dos séculos. 
Observe-se, como assinala Helman  que os médicos e seus pacientes, ainda que tenham a mesma origem social e cultural, vêem a má saúde de formas muito diferentes, suas perspectivas baseiam-se em premissa bastante diversas, empregam um sistema diferente de comprovação e avaliam a eficácia do tratamento de modo variado. Os integrantes da EPASA.  destacam que a etnomedicina é uma área especializada da etnologia que não se restringe a descrever práticas de cura "exóticas", mas, na verdade, oferece ajuda prática na medicina clínica diária, facilitando a comunicação com pacientes de todas as esferas da vida. O registro e análise de um pesquisador nesse campo das concepções características e inerentes aos pacientes, no que diz respeito à doença e terapia, aumentam a "aderência" ao tratamento e integração com a equipe médica e de enfermagem.

## Etnomedicina e antropologia médica
Segundo Fabrega, (1975), a quem se atribui a introdução do conceito, a etnomedicina é uma área intelectual, que engloba preocupações teóricas que são relevantes tanto para as ciências sociais como biológicas. A relação que existe entre a doença, o comportamento social e adaptação do ser humano constitui a questão principal objeto de etnomedicina. Esta relação é examinada em termos das capacidades, únicas do homem, para a simbolização e a cultura. As generalizações etnomédicas buscam explicar como grupos sociais lidam com o adoecer, o que pode ser usado para examinar os problemas contemporâneos que envolvem a organização e prática médica, bem como os problemas que decorrem das relações do sistema médico com outros subsistemas do grupo. 
Ainda segundo esse autor, devem-se distinguir dois grandes tipos de ênfases na maioria dos estudos dessa área: o que pode ser compreendido no campo descrito como etnomedicina dentro da etnologia e o campo da antropologia médica e/ou a interação entre a antropologia e o  campo biomédico ocidental. Sendo que no primeiro tipo, os problemas médicos são abordados do ponto de vista dos grupos e indivíduos estudados. Ou seja, a doença tende a ser vista como uma categoria cultural e como um conjunto de eventos culturais relacionados. Observa que quando um investigador adota um ponto de vista emico mesmo enfocando um problema médico, a palavra "doença" será usado para rotular a unidade analítica daquele povo. 

## Desenvolvimento e perspectivas
A antropologia médica é um ramo do conhecimento que vem de longa data, tão antigo quanto a antropologia, com contribuições de viajantes e naturalistas e pesquisas recentes, inclusive relevantes para o desenvolvimento de políticas de saúde pública. George M. Foster e Barbara Anderson Gallatin (1978) analisam seu desenvolvimento a partir de quatro fontes distintas: o interesse da antropologia física na evolução humana e adaptação (geografia/ecologia humana), interesse etnográfico nas primitivas formas de tratamento de doenças (medicina) e  estudos da relação entre a cultura e  as manifestações psiquiátricas  e da personalidade humana   Observe-se que nessa perspectiva, a etnomedicina praticamente limita-se ao estudo das práticas relacionadas à conservação e recuperação da saúde nos sistemas culturais dos povos tidos como primitivos ou os complexos sistemas das civilizações não ocidentais.
O desenvolvimento de tais estudos tornaram-se uma necessidade não só pela dificuldade dos colonizadores em interagir com os povos considerados primitivos ou com as populações colonizadas e as sobrevivências culturais, estudadas como folclore, tradições populares que se constituem com “barreiras” existentes para comunicação e difusão de algumas medidas de saúde   mas também pelo que os colonizadores puderam aprender com esses povos na adaptação ao "novo mundo" durante o processo de expansão capitalista.
Lévi-Bruhl (1857-1939), já em 1921,   comentava, a partir de uma série de relatos de diversas partes do mundo, a ambigüidade e mesmo hostilidade nas relações médico-paciente entre os considerados primitivos e os médicos europeus.
Em função do muito que se aprendeu com a identificação de plantas medicinais utilizadas inicialmente somente por algumas etnias e que passaram a fazer parte da farmacopéia que integra a medicina cosmopolita e/ou deram origem à fármacos modernos, desenvolveu-se o segmento, que como visto acima, confunde-se com a própria etnomedicina (etno-terapêutica ?)  ou é considerada uma área paralela e interdependente conhecida como etnobotânica / etnofarmacologia vem se ampliando o interesse nas próprias noções de “doença “, suas causas e formas de prevenção e controle nas diversas culturas, com resultados promissores ou questionáveis a exemplo da relativamente recente assimilação ocidental de práticas feito a acupuntura    , yoga   ou a meditação  e a utilização de plantas psicoativas a exemplo da ayahuasca e outras empregadas em processos semelhantes à psicoterapia   
Estrela chega a afirmar que a medicina tradicional é no momento atual (a partir dos anos 70) o campo de estudo mais importante na antropologia médica graças ao interesse do Estado em aplicar para seus próprios fins alguns aspectos do saber médico tradicional e o estímulo dos organismos internacionais  sobretudo para o desenvolvimento de programas de atenção primária à saúde.

## Ver também

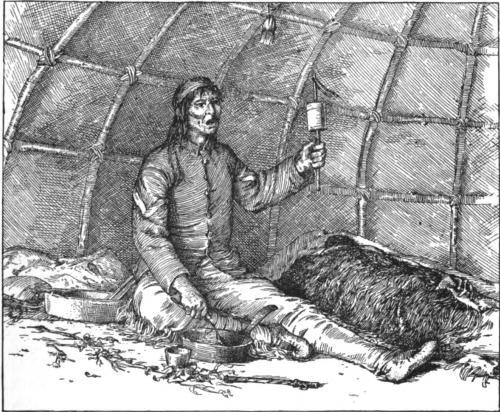
Curandeiro Ojíbua